# 2016 في المملكة المتحدة
فيما يلي قوائم الأحداث التي وقعت خلال عام 2016 في المملكة المتحدة.

## أحداث
- 9 نوفمبر – حادث انحراف ترام كرويدون 2016
- 23 يونيو – استفتاء بقاء المملكة المتحدة ضمن الاتحاد الأوروبي 2016

## سياسة

### تعيين في المنصب
- 1 يناير – بارفين كومار رئيس الاتحاد النسائي الطبي ‏.
- 11 يناير – أرلين فوستر الوزير الأول في أيرلندا الشمالية.
- 25 مايو – آلان شقر Enterprise Champion [الإنجليزية]‏.
- 11 يوليو – تيريزا ماي زعيم حزب المحافظين (المملكة المتحدة)،وزير الخدمة المدنية [الإنجليزية]‏، رئيس وزراء المملكة المتحدة، اللورد الأول للخزانة.
- 13 يوليو – بوريس جونسون وزير الدولة للشؤون الخارجية وشؤون الكومنولث [الإنجليزية]‏.
- 13 يوليو – فيليب هاموند مستشار الخزانة.
- 13 يوليو – ليام فوكس وزير الدولة لشؤون التجارة الدولية [الإنجليزية]‏،رئيس مجلس التجارة [الإنجليزية]‏.
- 14 يوليو – داميان غرين وزير الدولة لشؤون العمل والمعاشات [الإنجليزية]‏.
- 1 أكتوبر – مايكل بيتس وزارة التنمية الدولية (المملكة المتحدة).

### انتهاء فترة المنصب
- 14 فبراير – اريك لوبوك عضو مجلس اللوردات.
- 1 مارس – مايكل بيتس Minister of state (United Kingdom) [الإنجليزية]‏.
- 5 مايو – كيث براون Cabinet Secretary for Infrastructure, Investment and Cities [الإنجليزية]‏.
- 27 يونيو – أوين سميث وزير دولة - ظل - للعمل والمعاشات [الإنجليزية]‏.
- 11 يوليو – ديفيد كاميرون زعيم حزب المحافظين (المملكة المتحدة)،وزير الخدمة المدنية [الإنجليزية]‏، رئيس وزراء المملكة المتحدة، اللورد الأول للخزانة.
- 13 يوليو – تيريزا ماي وزير الدولة للشؤون الداخلية [الإنجليزية]‏.
- 13 يوليو – فيليب هاموند وزير الدولة للشؤون الخارجية وشؤون الكومنولث [الإنجليزية]‏.

## رياضة
- 1 يناير – بطولة العالم للدراجات على المضمار 2016
- 31 يوليو – رايد لندن 2016 الفائزون توم بونن، مارك رينشو، مايكل ماثيوز.

## أفلام
من الأفلام التي صدرت هذه السنة في المملكة المتحدة:
- 1 يناير – ارتجاج في المخ من إخراج بيتر لاندسمان [الإنجليزية]‏.
- 1 يناير – الساحرة من إخراج روبرت إغرز.
- 1 يناير – الضوء بين المحيطات من إخراج ديريك كيانفرانس.
- 1 يناير – الغابة من إخراج Jason Zada [الإنجليزية]‏.
- 1 يناير – الفتاة الدانماركية من إخراج توم هوبر.
- 1 يناير – المجرم من إخراج ارييل فرومين.
- 1 يناير – المراسلون الخاصون من إخراج ريكي جيرفيه.
- 1 يناير – بروكلين من إخراج جون كرولي (مخرج أفلام).
- 1 يناير – جراد البحر من إخراج يورجوس لانثيموس.
- 1 يناير – حمى التوليب من إخراج جاستن تشادويك.
- 1 يناير – دعوة الوحش من إخراج خوان أنطونيو بايونا.
- 1 يناير – سافرجت من إخراج Sarah Gavron [الإنجليزية]‏.
- 1 يناير – سولي من إخراج كلينت إيستوود.
- 1 يناير – شارع الغناء من إخراج جوني كارني.
- 1 يناير – علي ونينو من إخراج أسيف كاباديا.
- 1 يناير – فلورنس فوستر جينكينز من إخراج ستيفن فريرز.
- 1 يناير – كبرياء وتحامل ووحوش الزومبي من إخراج بور ستيرس.
- 1 يناير – كولايد من إخراج Eran Creevy [الإنجليزية]‏.
- 1 يناير – لافينغ من إخراج جيف نيكولز.
- 1 يناير – متتالية فرنسية من إخراج Saul Dibb [الإنجليزية]‏، Michael Kuhn [الإنجليزية]‏.
- 1 يناير – مستر هولمز من إخراج بيل كوندون.
- 23 يناير – تحت الظل من إخراج Babak Anvari [الإنجليزية]‏.
- 26 يناير – إيدي النسر من إخراج ديكستر فليتشر.
- 1 فبراير – يعيش القيصر من إخراج جويل كوين، إيثان كوين.
- 24 فبراير – غريمسبي من إخراج لويس ليترير.
- 4 مارس – سقوط لندن من إخراج باباك نجفي.
- 29 أبريل – الثقة
- 26 مايو – ووركرافت من إخراج دنكان جونز.
- 1 يوليو – العملاق الودود الضخم من إخراج ستيفن سبيلبرغ.
- 8 سبتمبر – سلاح مجاني من إخراج بن ويتلي.
- 10 سبتمبر – ليون من إخراج غارث ديفيس [الإنجليزية]‏.
- 11 سبتمبر – عين في السماء من إخراج جافن هود.
- 6 أكتوبر – منزل الآنسة بيرغرين للأطفال المميزين من إخراج تيم برتون.
- 16 أكتوبر – غرفة من إخراج ليني أبراهامسون.
- 17 نوفمبر – وحوش مذهلة وأين تجدها من إخراج دايفيد ييتس.

## برامج ومسلسلات وأنمي
- بيني دريدفول

## موسيقى

### أغاني
من الأغاني التي صدرت هذه السنة في المملكة المتحدة:
- 29 يناير – حديث سرى من غناء زين مالك.

## كتب
من الكتب التي صدرت هذه السنة في المملكة المتحدة:
- 3 مارس – جورج والقمر الأزرق من تأليف ستيفن هوكينج، لوسي هوكينغ.

## وفيات

### يناير
- 6 يناير – ليه جونز (مواليد 1930) لاعب كرة قدم ويلزي.
- 9 يناير – جوني جوردن (مواليد 1921) لاعب كرة قدم إنجليزي.
- 10 يناير – ديفيد بوي (مواليد 1947)
- 12 يناير – ميج موندي (مواليد 1915)
- 14 يناير – ألان ريكمان (مواليد 1946)
- 17 يناير - دلفين باروت (مواليد 1928) عالمة مناعة بريطانية.
- 24 يناير – هنري ورسلي (مواليد 1960)
- 26 يناير – بلاك (مواليد 1962)
- 30 يناير – فرانك فينلاي (مواليد 1926) ممثل بريطاني.

### فبراير
- 4 فبراير – إدجار ميتشيل (مواليد 1930) رائد فضاء أمريكي.
- 8 فبراير – مارغريت فورستر (مواليد 1938) كاتبة بريطانية.
- 14 فبراير – اريك لوبوك (مواليد 1928) سياسي بريطاني.
- 15 فبراير – والتر مكجوان (مواليد 1942) ملاكم من المملكة المتحدة.
- 21 فبراير – اريك براون ميلروز (مواليد 1919) طيار اختبار من المملكة المتحدة.

### مارس
- 8 مارس – جورج مارتن (مواليد 1926)
- 10 مارس – كيث إيمرسون (مواليد 1944)
- 11 مارس – جيفري إيجلينتون (مواليد 1927) كيميائي بريطاني.
- 11 مارس – دورين ماسي (مواليد 1944)
- 14 مارس – بيتر ماكسويل ديفيز (مواليد 1934)
- 17 مارس – باول دانيلز (مواليد 1938)
- 31 مارس – دينيس روبرتسون (مواليد 1932)
- 31 مارس – روني كوربيت (مواليد 1930)

### أبريل
- 10 أبريل – هاوارد ماركس (مواليد 1945) تاجر مخدرات وكاتب ويلزي.
- 14 أبريل – ديفيد جيه سي ماكي (مواليد 1967)
- 20 أبريل – فيكتوريا وود (مواليد 1953)
- 22 أبريل – دينيس ويلكينسون (مواليد 1922)
- 29 أبريل – أليسون بايلز (مواليد 1949) دبلوماسية من المملكة المتحدة.
- 30 أبريل – هارولد كروتو (مواليد 1939) كيميائي بريطاني.

### مايو
- 2 مايو – باول مكدويل (مواليد 1931) ممثل من المملكة المتحدة.
- 19 مايو – الان يونغ (مواليد 1919) ممثل كندي-أمريكي.

### يونيو
- 16 يونيو – جو كوكس (مواليد 1974) سياسية من المملكة المتحدة.
- 21 يونيو – كارل دالاس (مواليد 1931)

### يوليو
- 5 يوليو – بياتريس دي كاردي (مواليد 1914)
- 11 يوليو – فرد بيري (مواليد 1933) لاعب كرة قدم إنجليزي.

### أغسطس
- 1 أغسطس – داي دور (مواليد 1933) ملاكم من المملكة المتحدة.
- 13 أغسطس – كيني بيكر (مواليد 1934) ممثل بريطاني.
- 15 أغسطس – داليان أتكينسون (مواليد 1968) لاعب كرة قدم إنجليزي.

### سبتمبر
- 1 سبتمبر – رود تمبيرتون (مواليد 1949) موسيقي بريطاني.
- 30 سبتمبر – مايك تاول (مواليد 1991) ملاكم من المملكة المتحدة.

### أكتوبر
- 2 أكتوبر – ماري هيس (مواليد 1924)
- 11 أكتوبر – اوين ويتاكر (مواليد 1922) عالم فلك بريطاني.
- 23 أكتوبر – بيت بيرنز (مواليد 1959)
- 25 أكتوبر – هوارد ديفيز (مواليد 1945)
- 27 أكتوبر – برايان هيل (مواليد 1941) لاعب كرة قدم إنجليزي.

### نوفمبر
- 9 نوفمبر – جاك بوديل (مواليد 1940) ملاكم من المملكة المتحدة.
- 16 نوفمبر – أليكس ستيوارت (مواليد 1964) ملاكم من الولايات المتحدة الأمريكية.
- 25 نوفمبر – ديفيد هاملتون (مواليد 1933)

### ديسمبر
- 7 ديسمبر – غريغ ليك (مواليد 1947)
- 22 ديسمبر – فيليب سافيل (مواليد 1930) كاتب سيناريو بريطاني.
- 23 ديسمبر – بيرس سيلرز (مواليد 1955) رائد فضاء أمريكي.
- 23 ديسمبر – روبرت هايند (مواليد 1923) عالم حيوان من المملكة المتحدة.
- 24 ديسمبر – ريتشارد آدامز (مواليد 1920)
- 24 ديسمبر – ريك بارفيت (مواليد 1948) مغني وموسيقي بريطاني.
- 25 ديسمبر – جورج مايكل (مواليد 1963)
- 29 ديسمبر – جون كيلي (مواليد 1932) ملاكم من المملكة المتحدة.
- 30 ديسمبر – آلان وليامز (مواليد 1930)